# هجدهمین جشن سینمای ایران
هجدهمین جشن خانه سینمای ایران در روز ۲۲ شهریور ۱۳۹۵ در محوطه باز باغ ملی تهران برگزار شد.
جشن خانه سینمای ایران در هجدهمین دوره برگزاری خود با حضور بازیگران و عوامل سینمایی ایران و با حضور ابراهیم مختاری با عنوان رئیس، محمدرضا موئینی با عنوان نایب رئیس و آتیلا پسیانی به عنوان سخنگو و همچنین شادمهر راستین، بهمن اردلان، سیدمهدی خادم اعضای هیئت مدیره خانه سینما، عبدالله اسفندیاری به عنوان بازرس، منوچهر شاهسواری به عنوان مدیرعامل، کمال تبریزی به عنوان دبیر جشن غلامرضا موسوی رئیس شورای عالی تهیه کنندگان، محمد بزرگ نیا با عنوان رئیس کانون کارگردانان و روسا و اعضای شوراهای مرکزی تشکل‌های جامعه اصناف سینمایی ایران، حجت‌الله ایوبی رئیس سازمان سینمایی، برگزارشد.

## تعداد نامزدها و برنده‌ها
فیلمهایی که در چند رشته کاندیدای دریافت تندیس بودند:
| ابد و یک روز         | ۱۱ |
| کوچه بی‌نام           | ۸  |
| جامه‌دران             | ۸  |
| بادیگارد             | ۶  |
| ایستاده در غبار      | ۵  |
| اژدها وارد می‌شود!    | ۵  |
| ناهید                | ۵  |
| چهارشنبه ۱۹ اردیبهشت | ۴  |
| دو                   | ۴  |
| بارکد                | ۴  |
| بهمن                 | ۴  |
| خشم و هیاهو          | ۴  |
| خداحافظی طولانی      | ۳  |

فیلمهایی که موفق به دریافت چند تندیس شدند:
| ابد و یک روز      | ۷ |
| ایستاده در غبار   | ۳ |
| کوچه بی‌نام        | ۲ |
| بادیگارد          | ۲ |
| اژدها وارد می‌شود! | ۲ |

## لیست جوایز بخش فیلمهای داستانی[۲]
| تندیس بهترين فيلم - حبیب‌الله والی‌نژاد – ایستاده در غبار - بیژن امکانیان – ناهید - محمد حسین لطیفی – چهارشنبه ۱۹ اردیبهشت - منصور لشکری قوچانی – کوچه بی‌نام - سعید ملکان – ابد و یک روز                    | تندیس بهترين کارگردانی - سعید روستایی – ابد و یک روز - آیدا پناهنده – ناهید - وحید جلیلوند – چهارشنبه ۱۹ اردیبهشت - ابراهیم حاتمی‌کیا – بادیگارد - محمدحسین مهدویان – ایستاده در غبار                 |
| تندیس بهترين بازیگر زن - باران کوثری – کوچه بی‌نام - سحر احمدپور – چهارشنبه ۱۹ اردیبهشت - ساره بیات – ناهید - نگار جواهریان – قندون جهزیه - باران کوثری – جامه‌دران                                         | تندیس بهترين بازیگر مرد - پیمان معادی – ابد و یک روز - سعید آقاخانی – خداحافظی طولانی - فرهاد اصلانی – کوچه بی‌نام - هادی حجازی‌فر – ایستاده در غبار - سیامک صفری – اعترافات ذهن خطرناک من             |
| تندیس بهترين بازیگر زن نقش مکمل - فرشته صدرعرفایی – کوچه بی‌نام - پانته‌آ بهرام – کوچه بی‌نام - سحر دولتشاهی – شکاف - سوگل خلیق – دو - مریم کاظمی – جامه‌دران                                                 | تندیس بهترين بازیگر مرد نقش مکمل - نوید محمدزاده – ابد و یک روز - برزو ارجمند – چهارشنبه ۱۹ اردیبهشت - علی باقری – اژدها وارد می‌شود! - پوریا رحیمی سام _ احتمال باران اسیدی - محسن کیایی – بارکد     |
| تندیس بهترين فیلمنامه - سعید روستایی – ابد و یک روز - محسن امیریوسفی – خواب تلخ - آیدا پناهنده، ارسلان امیری – ناهید - مانی حقیقی – اژدها وارد می‌شود! - اصغر عبداللهی – خداحافظی طولانی                   | تندیس بهترين فیلمنامه اقتباسی - حمیدرضا قطبی، ناهید طباطبایی – جامه‌دران - یدالله صمدی – پدر آن دیگری - سهیلا گلستانی – دو                                                                            |
| تندیس بهترين فيلمبرداری - هومن بهمنش – اژدها وارد می‌شود! - هومن بهمنش – بهمن - علیرضا زرین‌دست – کفشهایم کو؟ - پیمان شادمان‌فر – اعترافات ذهن خطرناک من - پیمان شادمان‌فر – خشم و هیاهو - مرتضی قیدی – ناهید | تندیس بهترين تدوین - بهرام دهقان – ابد و یک روز - امیر ادیب‌پرور – کوچه بی‌نام - ژیلا ایپکچی – خداحافظی طولانی - حسن حسن‌دوست – جامه‌دران - مهدی حسینی‌وند – بادیگارد - هایده صفی‌یاری – اژدها وارد می‌شود! |
| تندیس بهترين موسیقی متن - کارن همایون‌فر – بادیگارد - سعید انصاری – جامه‌دران - ستار اورکی – دوران عاشقی - حامد ثابت – بهمن - بهزاد عبدی – مزارشریف                                                         | تندیس بهترين چهره‌پردازی - شهرام خلج – ایستاده در غبار - ایمان امیدواری – کوچه بی‌نام - محسن دارسنج – بارکد - سعید ملکان – ابد و یک روز - مهین نویدی – ۳۶۰ درجه                                        |
| تندیس بهترین طراحی صحنه - امیرحسین قدسی – اژدها وارد می‌شود! - حجت اشتری – بارکد - ایرج رامین‌فر – احتمال باران اسیدی - کیوان مقدم – دو - محسن نصرالهی – ابد و یک روز                                       | تندیس بهترین طراحی لباس - غزاله معتمد – ابد و یک روز - حجت اشتری – بارکد - رعنا امیری – خشم و هیاهو - سارا سمیعی – دو - بابک کریمی – جامه‌دران                                                        |
| تندیس بهترین صدابرداری - امین میرشکاری – ابد و یک روز - حسین بشاش – خشم و هیاهو - حسن زاهدی – گینس - یدالله نجفی – جامه‌دران - امیر نوبخت – آااادت نمی‌کنیم                                                 | تندیس بهترین صداگذاری و میکس - آرش قاسمی – خشم و هیاهو - علیرضا علویان – بادیگارد - علیرضا علویان – ابد و یک روز - امیرحسین قاسمی – جامه‌دران - محمود موسوی‌نژاد – کوچه بی‌نام                          |
| تندیس بهترین جلوه‌های ویژه بصری - سید هادی اسلامی – بادیگارد - جواد مطوری – مرگ ماهی - جواد مطوری – بهمن - امیررضا معتمدی – مزارشریف                                                                       | تندیس بهترین جلوه‌های ویژه میدانی - ایمان کرمیان – ایستاده در غبار - آرش آقابیک – بهمن - اصغر پورهاجریان – ۳۶۰ درجه - محسن روزبهانی – بادیگارد - عظیم محمدی – عاشق‌ها ایستاده می‌میرند                  |

## مراسم
در ابتدای این مراسم گروه موسیقی پالت به اجرای برنامه پرداخت؛ و کمال تبریزی دبیر جشن هجدهم، سخنانی نمود. در طی برگزاری مراسم با پخش کلیپ درگذشتگان سینما یاد کسانی که در طول سال ۱۳۹۵ از بین سینماگران رفتند گرامی داشته شد. در پایان این مراسم برندگان جشن و اهدا کنندگان جوایز قطعه ایران سرای امید را به صورت گروهی اجرا کردند و این مراسم با آتش بازی خاتمه یافت.
تندیس بهترین جلوه‌های ویژه را علیرضا خمسه به ایمان کرمیان برای فیلم ایستاده در غبار اهدا کرد.
تندیس بهترین چهره‌پردازی را مجید مظفری و ویشکا آسایش به شهرام خلج برای فیلم ایستاده در غبار اهدا کردند.
تندیس بهترین طراحی لباس را مینا ساداتی و بابک حمیدیان به غزاله معتمد برای فیلم ابد و یک روز اهدا کردند.
تندیس بهترین صداگذاری را آتیلا پسیانی به آرش قاسمی برای فیلم خشم و هیاهو اهدا کرد.
تندیس بهترین صدابرداری را آتیلا پسیانی به امین میرشکاری برای فیلم ابد و یک روز اهدا کرد.
تندیس بهترین طراحی صحنه را افسانه بایگان و علی دهکردی به امیر حسین قدسی برای فیلم اژدها وارد می‌شود اهدا کردند.
تندیس بهترین جلوه‌های ویژه بصری را هومن سیدی به سید هادی اسلامی برای فیلم بادیگارد اهدا کرد.
تندیس بهترین موسیقی متن را رؤیا تیموریان و مسعود رایگان به کارن همایونفر برای فیلم بادیگارد اهدا کردند.
تندیس بهترین تدوین را رضا کیانیان و غزل شاکری به بهرام دهقانی برای فیلم ابد و یک روز اهدا کردند.
تندیس بهترین فیلمبرداری را رامبد جوان به هومن بهمنش برای فیلم اژدها وارد می‌شود! اهدا کرد.
تندیس بهترین بازیگر نقش مکمل مرد را نیکی کریمی و حبیب رضایی به نوید محمدزاده برای ابد و یک روز روز اهدا کردند.
تندیس بهترین بازیگر نقش اول مرد را مریلا زارعی و امین تارخ به پیمان معادی برای فیلم ابد و یک روز اهدا کردند.
تندیس بهترین بازیگر نقش اول زن را رؤیا نونهالی و مسعود کرامتی به باران کوثری برای فیلم کوچه بی نام اهدا کردند.
تندیس بهترین فیلمنامه اقتباسی را مهناز افشار و حسین یاری به ناهید طباطبایی و حمیدرضا قطبی برای فیلم جامه‌دران اهدا کردند.
تندیس بهترین کارگردانی را فاطمه معتمدآریا و مهدی فخیم‌زاده به سعید روستایی برای فیلم ابد و یک روز اهدا کردند.